# Patrick Michaels
Patrick Michaels (Berwyn, 15 febbraio 1950 – Washington, 16 luglio 2022) è stato un climatologo statunitense.
È considerato uno dei principali scienziati negazionisti sui cambiamenti climatici.

## Biografia
Michaels ha studiato all'Università di Chicago, dove ha conseguito il bachelor of arts in scienze biologiche nel 1971 e il master universitario in biologia nel 1975. Ha poi perfezionato i suoi studi all'Università del Wisconsin-Madison, dove ha conseguito il Ph.D in climatologia ecologica. Nel 1980 è entrato come professore assistente all'Università della Virginia, dove ha svolto la sua carriera accademica diventando professore associato nel 1986 e professore ordinario nel 1996. Nel 1980 è stato nominato climatologo di stato della Virginia, incarico che ha ricoperto per 27 anni. Michaels ha fatto parte dell'American Association of State Climatologists (di cui è stato presidente nel 1988-1989) e dell'American Meteorological Society, in cui ha diretto il programma del Committee on Applied Climatology nel 1988-1989. Nel 1992 Michaels è diventato senior fellow del Cato Institute e nel 1996 visiting scientist dell'Istituto George C. Marshall, due centri studi di orientamento conservatore noti per la loro posizione scettica sui cambiamenti climatici. Nel 2006 il governatore della Virginia, Tim Kaine, ha contestato la qualifica di climatologo di stato di cui si fregiava Michaels, sostenendo che era stato nominato nel 1980 dal governatore allora in carica nell'ambito di un programma del governo federale poi non più finanziato; dato che la legge della Virginia non prevedeva la nomina di un climatologo di stato ma ricorreva ai servizi dell'Università della Virginia, Michaels non poteva più usare questo titolo, pur essendo un docente dell'Università. Per evitare contrasti, Michaels si è dimesso ufficialmente dalla carica di climatologo di stato nel 2007, continuando a restare professore di ricerca part time dell'Università della Virginia. Nel 2007 ha fatto parte del gruppo di revisori statunitensi nell'ambito dell'IPCC. Nel 2010 si è ritirato dall'Università della Virginia. Michaels è stato successivamente nominato ricercatore senior per la politica e lo sviluppo economico presso la George Mason University. Nel 2019 ha lasciato il Cato Institute. Successivamente è stato affiliato alla CO2 Coalition (organizzazione fondata da William Happer dopo la chiusura dell'Istituto George C. Marshall), all'Heartland Institute e al Competitive Enterprise Institute. È deceduto all'età di 72 anni. Michaels ha scritto sette libri e numerosi articoli.

## Posizioni sui cambiamenti climatici
Michael ha assunto una posizione scettica sui cambiamenti climatici. Egli riconosce che il riscaldamento globale sia reale in una certa misura, ma sostiene che il riscaldamento sarà minore rispetto alle previsioni dell'IPCC e che i cambiamenti climatici non saranno catastrofici e potrebbero essere utili. Ritiene inoltre che il contributo antropico al riscaldamento globale sia modesto. Nel 2009 ha scritto un rapporto per il Cato Institute, sostenendo che il Congresso degli Stati Uniti non avrebbe dovuto approvare alcuna legge che limitasse le emissioni di anidride carbonica. Nel 2018 ha affermato in un’intervista a Fox News che negli ultimi cento anni la temperatura media globale è aumentata solo di nove decimi di grado e i gas serra di origine antropica sono responsabili solo della metà di questo riscaldamento. Michaels è stato criticato per quest'affermazione, che contraddice la letteratura scientifica pubblicata e di cui non ha portato nessuna prova o ricerca a sostegno.
Michaels è considerato uno dei pochi scienziati negazionisti dei cambiamenti climatici con una competenza specifica nel settore, ma la sua credibilità è stata scossa dalla pubblicazione di articoli su alcuni quotidiani e periodici (fra cui The Seattle Times e Mother Jones), che hanno mostrato i suoi legami con l'industria dei combustibili, da cui avrebbe ricevuto diversi finanziamenti. Michaels è stato inoltre menzionato tra gli scienziati finanziati dall'industria dei combustibili fossili nel libro The Heat is on, scritto dal giornalista Ross Gelbspan e pubblicato nel 1997. Ciò ha portato il giornale Star Tribune a pubblicare un editoriale in cui si parlava di una "campagna di disinformazione" da parte di alcuni climatologi. Michaels e il suo collega Robert Balling, citati nell'articolo, hanno presentato una denuncia contro lo Star Tribune al Minnesota News Council. Nell'udienza svoltasi nel 1998, Michaels ha riconosciuto di aver ricevuto finanziamenti per la ricerca dall'industria dei combustibili fossili, ma ha negato che tali finanziamenti abbiano influenzato il risultato delle sue ricerche scientifiche.